# 다구치 준노스케
다구치 준노스케(일본어: 田口 淳之介, 1985년 11월 29일 ~ )는 일본의 가수, 배우이다. 애칭은 〈준노〉. 왼손잡이. 카나가와 현 출신. 유니버설 뮤직 소속.

## 내력
2001년
- 《너의 유키치가 울고있다》로 연속 드라마 첫 출연. 동년에 《팝 잼》에서 도모토 코이치의 전속 백 댄서로서 결성된 KAT-TUN의 멤버로 선택된다. 약 5년간의 활동을 해

2006년
- 3월 22일, 싱글 〈Real Face〉로 CD 데뷔를 하였다.

2015년
- 11월 24일 탈퇴 발표를 하였다.

2016년
- 3월 31일 KAT-TUN과 사무소를 퇴소했다.

2017년
- 2월 14일 유니버설 뮤직에 이적.

## 출연

### 드라마
- 너의 유키치가 울고있다 (2001년 1월 ~ 3월, TV 아사히)
- 소년은 새가 되었다 (2001년, TBS)
- 힘내서 갑시다 제3화 ~ (2005년 7월 ~ 9월, 후지 TV)
- Happy! (2006년 4월 7일, TBS)
- Happy! 2 (2006년 12월 26일, TBS)
- 신부와 아빠 (2007년 4월 ~ 6월, 후지 TV) - 미우라 세이지 역
- 유한클럽 (2007년 10월 ~ 12월, NTV) - 비도 그랑마니에 역
- 여기는 잘나가는 파출소 (2009년 8월 ~ 9월, TBS)
- 개를 기른다는 것~스카이와 우리집의 180일 (2011년 4월 ~ 6월, TV 아사히)
- 리갈 하이 (후지 TV) - 카가 란마루 역
  - 리갈 하이 (2012년 4월 ~ 6월)
  - 리갈 하이 스페셜 (2013년 4월 13일)
  - 리갈 하이 시즌2 (2013년 10월 ~ 12월)
  - 리갈 하이 스페셜 (2014년 11월 22일)
- 늦게 피는 해바라기~나의 인생, 리뉴얼~ (2012년 10월 ~ 12월, 후지 TV) - 아오야마 카오루 역
- 일곱 개의 회의 (2013년 7월 ~ 8월, NHK)
- 오늘은 회사 쉬겠습니다. (2014년 10월 ~ 12월, 닛폰 TV) - 오오시로 소우 역

### 영화
- 모방범 (2002년)

### 무대
- NO WORDS, NO TIME~하늘에 떨어진 눈물~ (2013년) - 청년 역 ※히가시야마 노리유키와 W주연
- 포레스트 검프 (2014년) - 포레스트 역 ※주연